# Chrysocheir
Chrysocheir (mittelgriechisch Χρυσόχειρ; † wahrscheinlich 872), auch Chrysocheres, Chrysocheiros („Goldhand“; eigentlicher Name Johannes?), war ein byzantinischer Rebell und Anführer der Paulikianer.

## Leben
Chrysocheir war der Neffe des Paulikianerführers Karbeas und diente möglicherweise wie dieser in seiner Jugend im byzantinischen Heer. Nach der verheerenden Niederlage in der Schlacht am Lalakaon trat er die Nachfolge seines Onkels an. Unter seiner Führung nahmen die Paulikianer ihre Raubzüge von ihrer Hauptstadt Tephrike ins byzantinische Anatolien wieder auf. Sie plünderten bis nach Nikaia und eroberten 869/870 Ephesos. Der neue byzantinische Kaiser Basileios I. entsandte eine Gesandtschaft nach Tephrike, um mit Chrysocheir zu verhandeln. Als die Verhandlungen scheiterten, führte Basileios im Frühjahr 871 einen Feldzug gegen die Paulikianer, wurde aber besiegt und konnte nur mit Mühe entkommen.
Von diesem Erfolg ermutigt, wagte Chrysocheir einen weiteren Raubzug tief nach Anatolien hinein, erreichte Ankyra und verwüstete das südliche Galatien. Basileios reagierte und sandte seinen Stiefbruder Christophoros gegen sie aus. Am Pass von Bathys Ryax kam es 872 (nach einigen Quellen 878) zur Entscheidungsschlacht, die mit der Vernichtung der paulikianischen Streitmacht endete. Chrysocheir konnte mit einer kleinen Leibwache entfliehen, wurde aber bei Konstantinu Bunos (wahrscheinlich das heutige Yıldız Dağı) von der byzantinischen Vorhut gestellt. Im aufbrandenden Gefecht wurde er verwundet und fiel vom Pferd. Er wurde gefangen genommen und enthauptet, sein Kopf an den Hof von Kaiser Basileios in Konstantinopel gesandt. Tephrike wurde zerstört, die überlebenden Paulikianer deportiert.